# Altica oleracea
Altica oleracea es una especie de  coleóptero de la familia Chrysomelidae. Fue descrita científicamente por primera vez en 1758 por Carolus Linnaeus. Se encuentra en Europa.